# Vinculaspis mamillata
Vinculaspis mamillata är en insektsart som beskrevs av Fonseca 1973. Vinculaspis mamillata ingår i släktet Vinculaspis och familjen pansarsköldlöss. Inga underarter finns listade i Catalogue of Life.